# Prinsesse Thyras Asyl
Prinsesse Thyras Asyl er en børnehave (asyl), beliggende Rantzausgade (opr. Nordvestvej) 48 på Nørrebro i København. Børnehaven kaldes nu Prinsesse Thyras Børnehus.
Grundstenen til den private institution blev nedlagt 13. juli 1877 af prinsesse Thyra, som var protektrice. Bygningen blev indviet 31. januar 1878 og er i én etage. Børneantallet var omkring 1900 ca. 175. Der er nu (2024) ca. 10 børn i vuggestuen og 17-18 børn i hver af 2 børnehavestuer.
Børnehuset ejes nu af Københavns Kommune.